# Kika Lorace
Kika Lorace (Fuenlabrada, 17 de junio de 1983) es una cantante, DJ, drag queen y actriz española.

## Biografía
Kika Lorace empezó su carrera como drag queen en 2009 actuando en discotecas de Chueca. Uno de sus éxitos más reconocidos es «Chueca es genial», publicado en 2015 a través de YouTube. Posteriormente publicó «Adiós Botella», canción dedicada al fin de la gestión municipal de Ana Botella como alcaldesa de Madrid, que obtuvo casi 500.000 reproducciones en tres días.
Al año siguiente, parodió la obsesión por las dietas y los gimnasios en «Arriba, maricón».[cita requerida]
En 2017 recibió el Premio Triángulo del COGAM por su carrera y activismo a favor del colectivo LGTBI. Ese mismo año estrenó «La Reina del Grindr», que acumuló más de 2,7 millones de visitas en YouTube.
Para el WorldPride Madrid 2017, Kika Lorace lanzó su vídeo musical «Chica, welcome to Madrid».
En 2018 actuó en la Gala Drag Queen de Las Palmas de Gran Canaria.
En 2020 interpretó, junto a varios artistas, el himno oficial del orgullo LGTBI, «Piensa en positivo».
Como actriz, Kika Lorace ha actuado en series como La que se avecina, apareciendo en la mayoría de los capítulos de la novena temporada en el rol de Superlativa, o en la webserie Looser. También ha protagonizado la webserie de 10 episodios Dulces Pesadillas.[cita requerida]
Durante varios años ha dirigido y presentado en el barrio de Chueca en Madrid el concurso Mamá quiero ser travesti, donde jóvenes promesas del arte drag compiten por ser la Drag Queen del año.
En el año 2021 participa como invitada en el Snatch Game de Drag Race España, versión española de RuPaul's Drag Race, emitido en Atres player.

## Discografía
Álbumes
- Todo Perfecto - 2025

Sencillos
- Colgando en tus manos Trailer - 2009
- Super Disco Chino - 2012 con Orion Bow
- Roar (Mashup Que me coma el tigre) - 2014
- Chueca es genial - 2015
- Adiós Botella - 2015
- El partido de la amistad - 2015
- Arriba, Maricón - 2016
- Chica, Welcome to Madrid - 2017
- La Reina del Grindr - 2018
- Toro - 2018 con Allen King
- Resaca - 2018
- ¿Un novio? Yo paso - 2019
- Orgullos perdidos - 2020 con Keunam
- La nochebuena - 2021
- ¡Qué pesá! - 2022